# دينيس فاسيليف
دينيس فاسيليف هو متزلج على الجليد لاتفي ولد في 9 أغسطس 1999.